# Brockway Motor Trucks

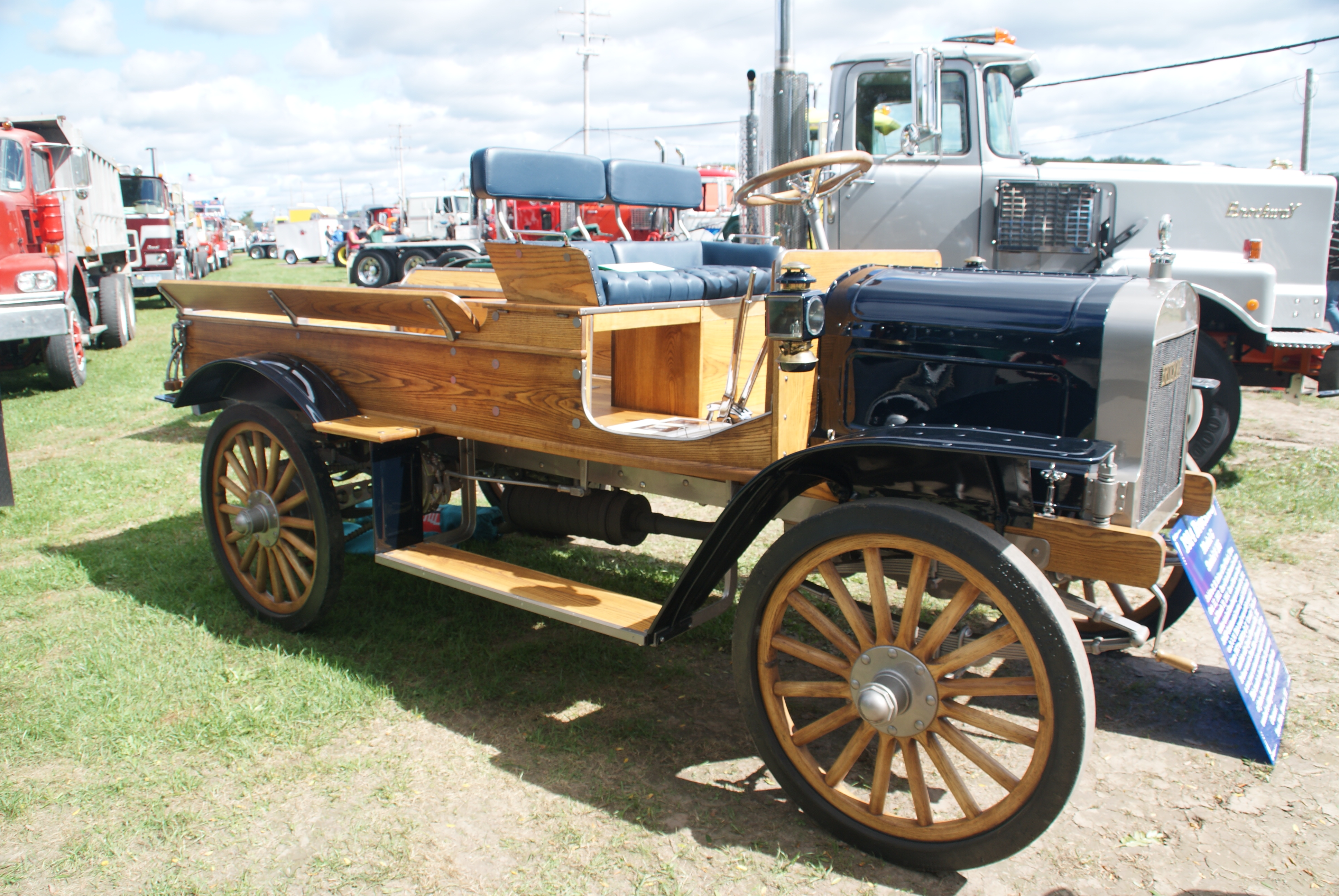
Lkw von 1914

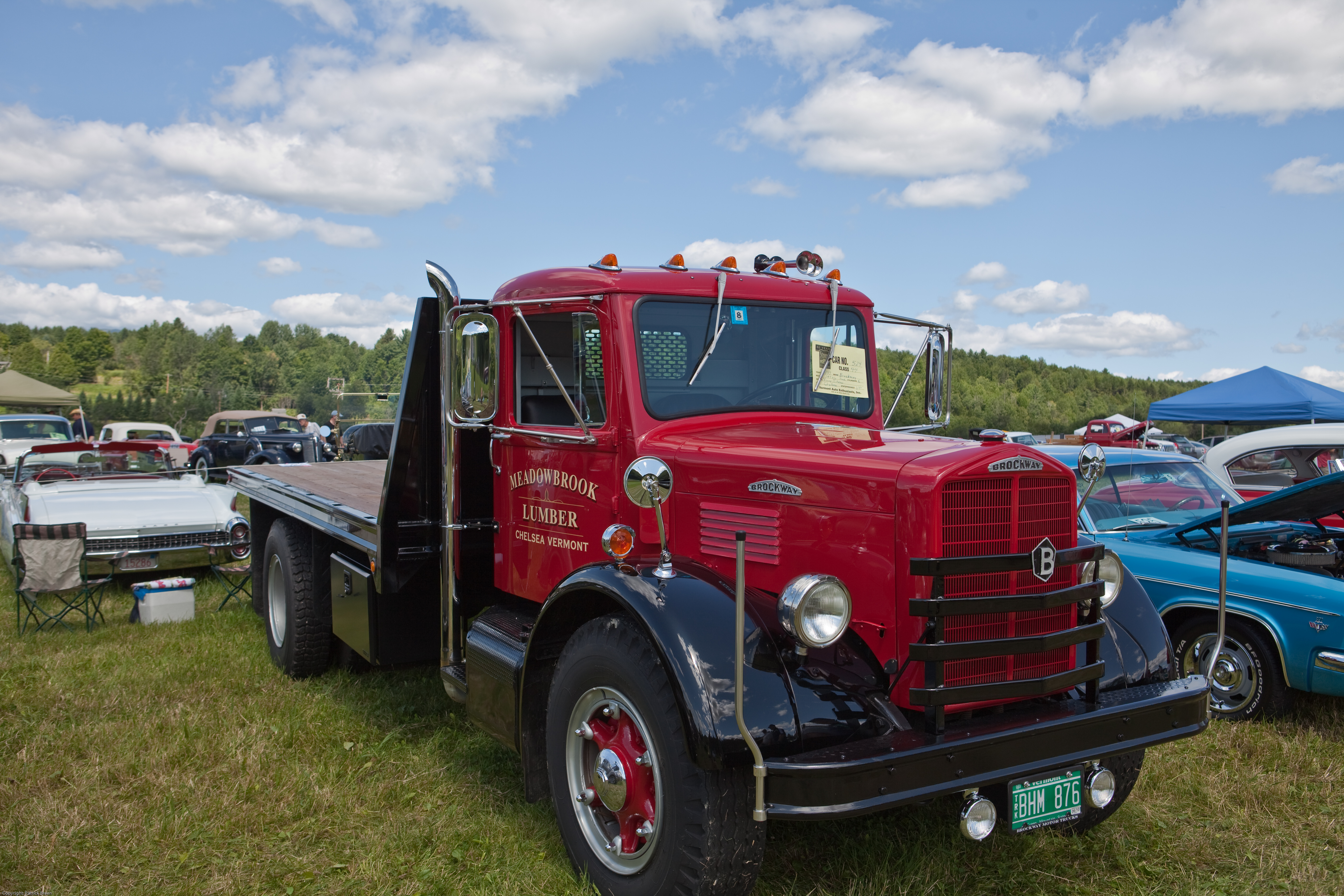
Lkw von 1957

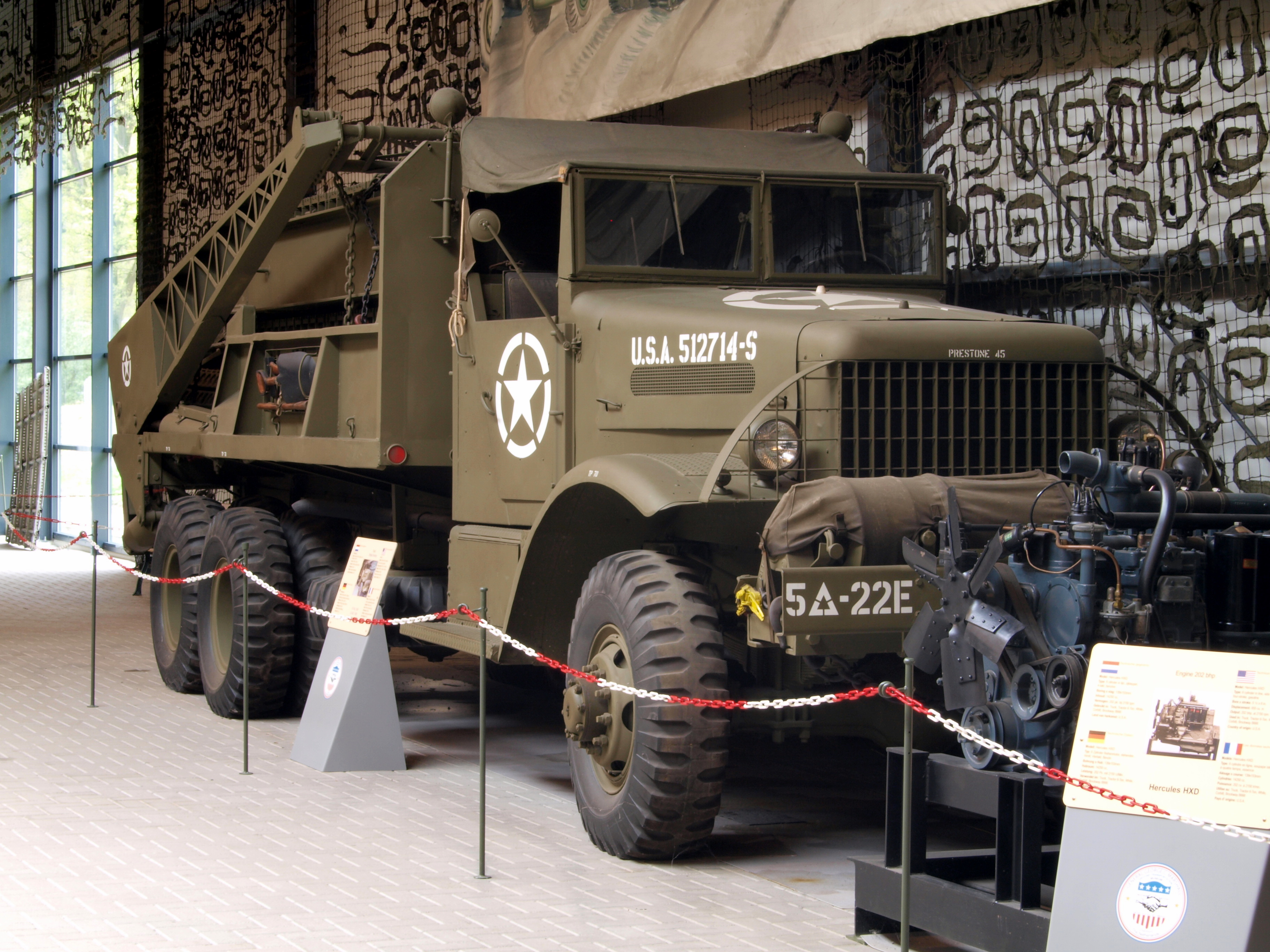
6-ton 6×6 Militärfahrzeug G-547, 690 Brockway B666 für Brückenbau

Brockway Motor Trucks war ein Hersteller von Nutzfahrzeugen aus den USA.

## Unternehmensgeschichte
George A. Brockway gründete 1912 die Brockway Motor Truck Company in Cortland im US-Bundesstaat New York. Er begann mit der Produktion von Lastkraftwagen. Der Markenname lautete Brockway. 1932 erfolgte die Umbenennung in Brockway Motor Co. Inc.
Am 1. Oktober 1956 übernahm Mack Trucks das Unternehmen und führte es als Division mit dem Namen Brockway Motor Trucks weiter. Im April 1977 beendete Mack die Brockway-Produktion, angeblich aufgrund von Schwierigkeiten mit der Gewerkschaft.
Das Ende der Marke Brockway wurde doppelt unabsichtlich im Film Convoy von 1978 illustriert als bei den Dreharbeiten mit einem LKW-Konvoi in einer scharfen Kurve einer der beladenen Auflieger umstürzt und seine Zugmaschine umreißt, einen weißen Brockway 361 mit Klimaaggregat auf dem Dach. Die Szene wurde in den Film eingearbeitet, indem der auf der Seite liegende Brockway noch verächtlich getreten und zurückgelassen wird. Derweil fährt der Filmheld mit einer Mack-Zugmaschine weiter. 

## Fahrzeuge
Das erste Fahrzeug war ein Highwheeler mit einem luftgekühlten Dreizylinder-Zweitaktmotor.
1914 waren es konventionelle Fahrzeuge mit Vierzylindermotoren von der Continental Motors Company. Während des Ersten Weltkriegs entstanden Liberty Trucks und Feuerwehrfahrzeuge.
1919 erschienen Modelle mit 1,5 Tonnen und 3,5 Tonnen und zwei Jahre später ein Fünftonner. 1925 kamen einige Vier- und Sechszylindermotoren von Wisconsin zum Einsatz. 1928 entstanden 5500 Fahrzeuge.
Zwischen 1933 und 1938 entstanden auch Fahrzeuge mit Elektromotoren. 
Während des Zweiten Weltkriegs wurden wieder Einheitsmodelle für das Militär gefertigt wobei Brockway hauptsächlich die Varianten mit Spezialaufbauten für Brückenbau, Kran oder Feuerwehr lieferte. Die 6-ton 6×6 (G-Liste zum US-Ordnance-Katalog G512, 514, 526, und 547) aller Chassis-Hersteller (Brockway Motor Company, The Corbitt Company, The Four Wheel Drive Auto Company (FWD), Ward LaFrance Truck Corporation, und White Motor Company) hatten großvolumige Sechszylinder-Benzinmotoren (Hercules HXD 855 cu in (14 L)). Die später verwendeten Rochester-Vergaser waren für Dragracing-Umbauten interessant. 
Ab den 1960er Jahren unter Mack kamen die üblichen Dieselmotoren von Cummins und Detroit Diesel zum Einsatz.